# Regeringen Moltke II
Regeringen Moltke II var Danmarks regering 16. november 1848 – 13. juli 1851. Blev også kaldt Novemberministeriet.
Ændringer: 21. september 1849, 6. august 1850, 10. august 1850, 25. november 1850, 5. marts 1851
Den bestod af følgende ministre:
- Premierminister: A.W. Moltke
- Udenrigsminister:

A.W. Moltke til 6. august 1850, derefter
H.C. Reedtz
- Finansminister: W.C.E. Sponneck
- Indenrigsminister:

P.G. Bang til 21. september 1849, derefter
M.H. Rosenørn
- Justitsminister: C.E. Bardenfleth
- Minister for Kirke- og Undervisningsvæsenet: J.N. Madvig
- Krigsminister: C.F. Hansen
- Marineminister:

C.C. Zahrtmann til 10. august 1850, derefter
C.L.C. Irminger til 25. november 1850, derefter
C.E. van Dockum
- Minister uden portefølje: H.N. Clausen
- Minister for Slesvig: F.F. Tillisch fra 5. marts 1851